# 오인택 (희극인)
오인택(1984년 1월 23일 ~ )은 대한민국의 개그맨이다. 2005년 웃찾사에 데뷔하였다.

## 방송
- 《웃음을 찾는 사람들 시즌 1》
  - 철부지 아빠 아들 역(2005)
  - 누나누나 분홍색 꽃돌이(2006~2007)
  - 띠리띠리(2007)
  - 웅이아버지 웅어멈 역(2007~2009)
  - 취중진상 웨이터 역(2009)
  - 부조리 멘체스터 역(2009)
  - NEW 부조리(2009)
- 《하땅사》
  - 네바퀴 오지란 역
- 《코미디빅리그》
  - 오인택의 LIVE SHOW

## 출연작

### 예능
- 《폭소클럽 2》(KBS)
- 《웃음을 찾는 사람들》(SBS)
- 《뻔뻔 개그쇼》(Mnet)
- 《브레인 배틀》(MBC)
- 《내 딸의 남자》(MBC)
- 《코미디빅리그》(tvN)
- 《하땅사》(MBC)

### 드라마
- 2014년~2015년 KBS2 《가족끼리 왜 이래》 - 클럽 DJ 역